# Begovaja (metrostation)
Begovaja (Russisch: Беговая uitspraakⓘ) is een station aan de Tagansko-Krasnopresnenskaja-lijn van de Moskouse metro. 
Het station werd op 30 december 1972 geopend als onderdeel van de Krasnopresnensko-radius. De naam is te danken aan het nabij gelegen hippodroom dat ook de wijk Bega en het voorstadsstation Begovaja hun naam gaf. Het station ligt onder het stationsplein van het voorstadsstation en heeft twee ondergrondse verdeelhallen. De oostelijke verdeelhal sluit aan op het voorstadsstation de westelijke heeft uitgangen aan de Chorosjovskoje Sjosse, de Rozanova Oelitsa en de 1e Chorosjovski passage. De verdeelhallen zijn met trappen en roltrappen verbonden met het perron. Het station is gebouwd als ondiep gelegen zuilenstation naar het standaardontwerp, de duizendpoot, uit 1961. De zuilen zijn geplaatst in twee rijen van 26 kolommen met een onderlinge afstand van 6,5 meter. 

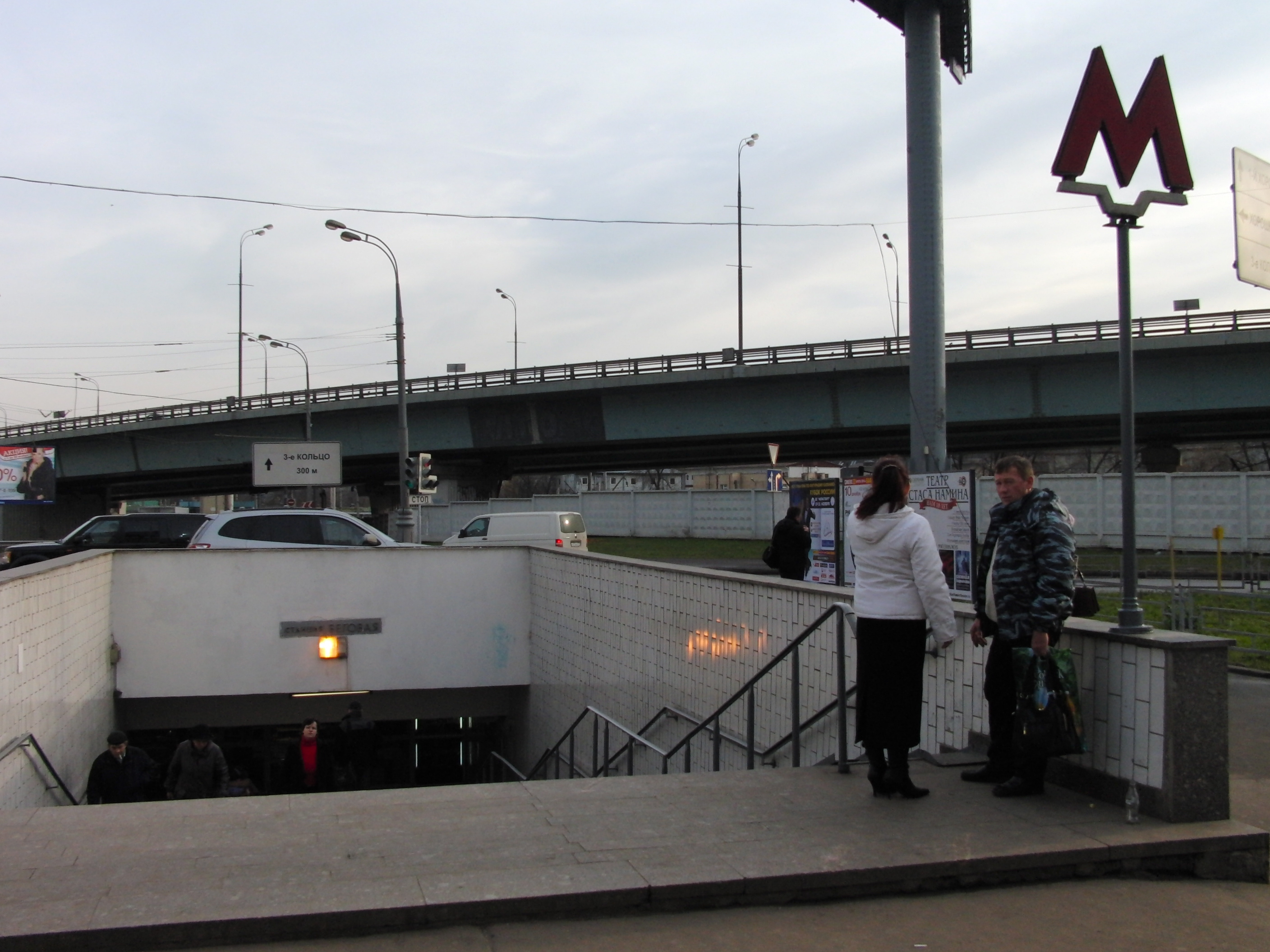
De toegang tot het station
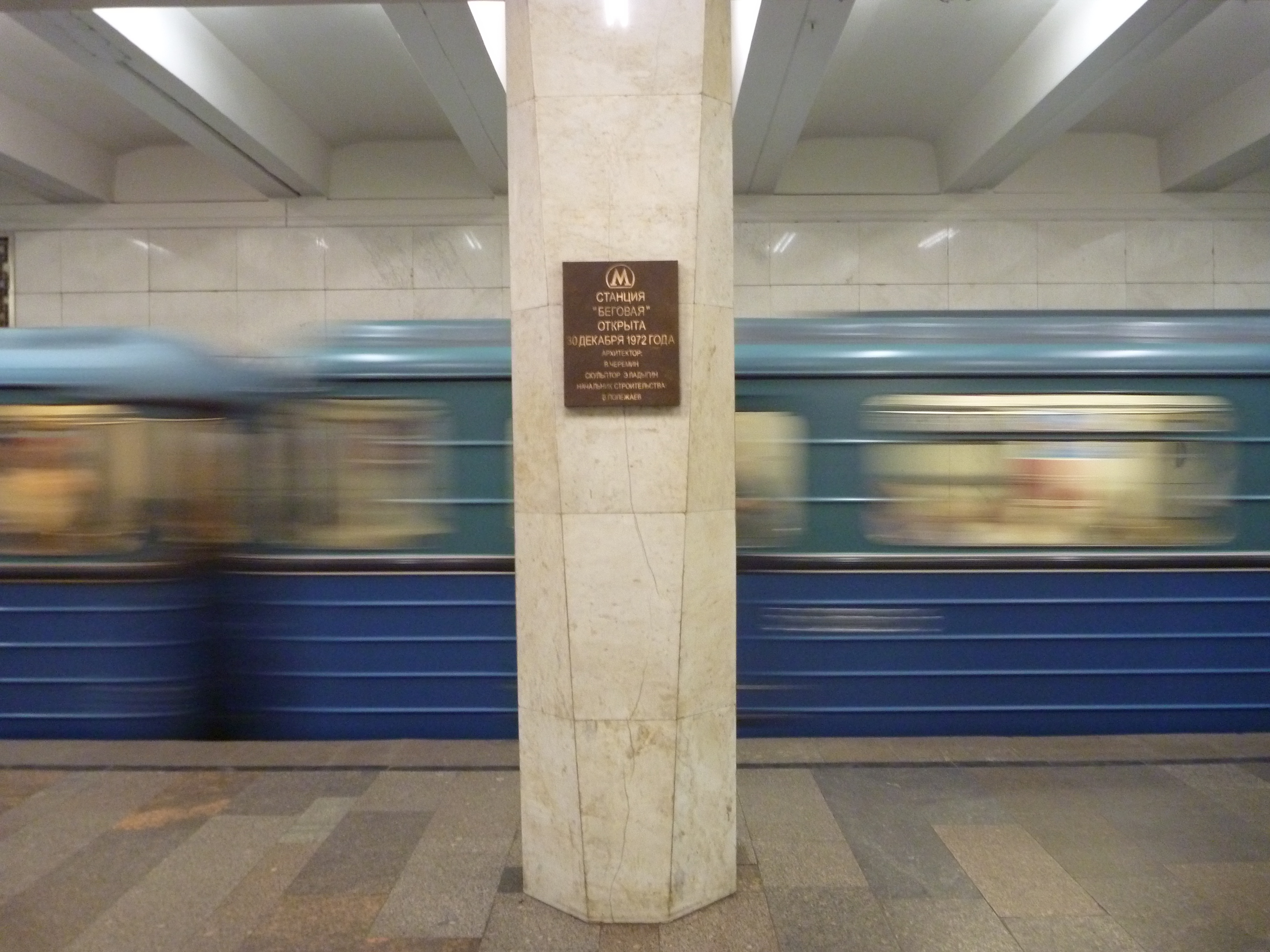
Het officiële naambord
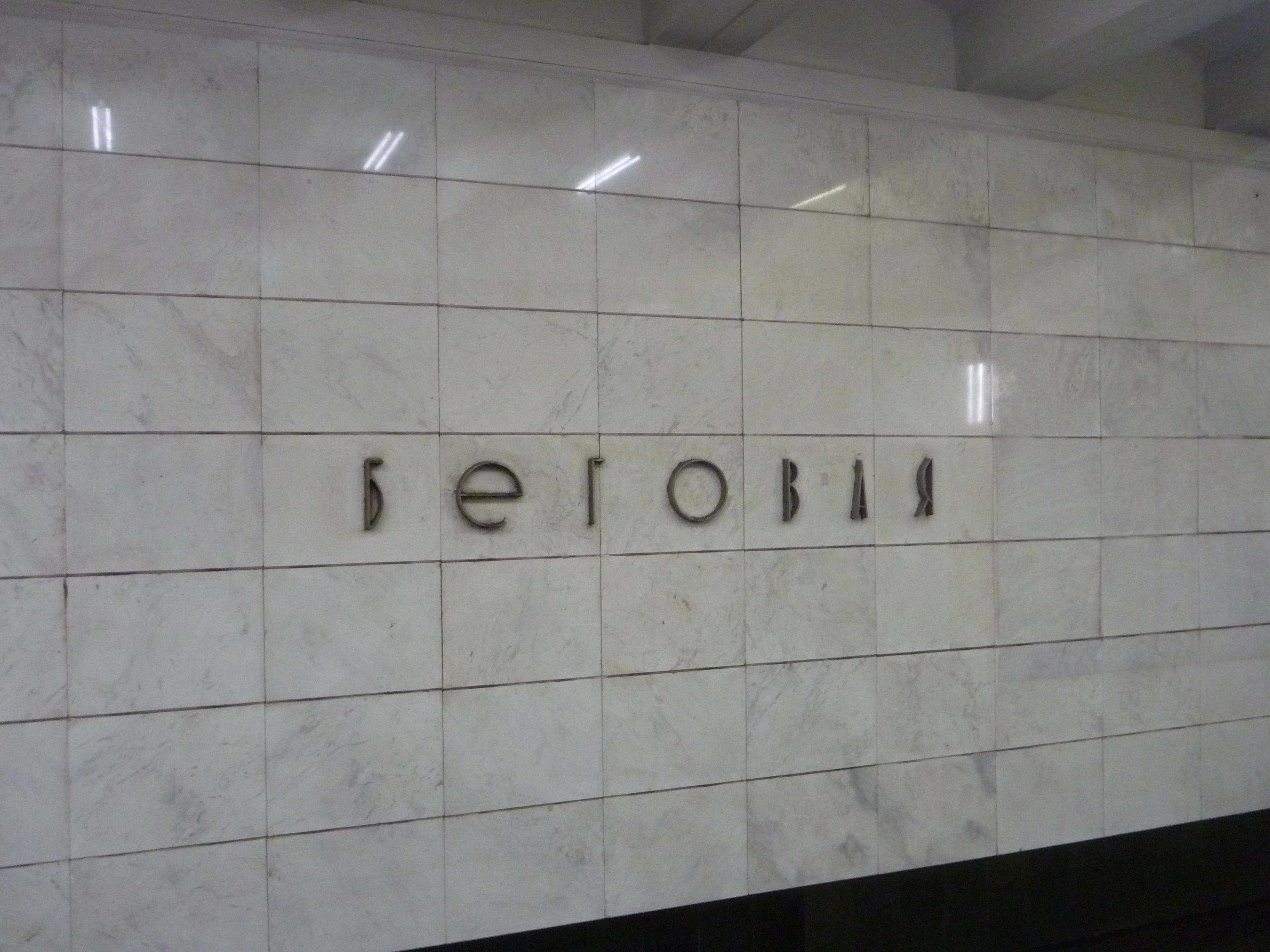
De stationsnaam op de tunnelwand

Het station heeft paardensport als thema. De wanden bij de kassa zijn opgesierd met een paneel voor de geweldige dravers en de wanden naast de (rol)trappen hebben diverse reliëfs van de paardensport van de hand van beeldhouwer Ladoegin. De vloer bestaat uit donker graniet terwijl de zuilen bekleed zijn met marmer. Aanvankelijk waren de tunnelwanden bekleed met paarse – de lijnkleur- tegels als variant op de destijds gebruikelijke badkamerstijl. In 1997 was Begovja een van de eerste stations waar de tegels werden vervangen door marmer zodat de tunnelwanden nu bekleed zijn met wit marmer.
Ten zuiden van het perron is er een overloopwissel en een afbuigende spoor naar het depot Krasnaja Presnja. Ten tijde van het eilandbedrijf op de Krasnopresnensko-radius werd het rollend materieel via dit spoor aan en afgevoerd. 